# Cisalada (Jatiluhur)
Cisalada is een bestuurslaag in het regentschap Purwakarta van de provincie West-Java, Indonesië. Cisalada telt 6018 inwoners (volkstelling 2010).